# 金魚問題
〈金魚問題〉（英語：The Goldfish Problem）是美國超級英雄類型的網路影集《月光騎士》的首播集，改編自漫威漫畫的角色月光騎士。本集为漫威電影宇宙的系列作品之一，與漫威電影宇宙系列電影處於同一架空世界和共同世界。本集由傑瑞米·史列特編劇，穆罕默德·迪亞布執導。
奧斯卡·伊薩克出演「月光騎士」馬克·史貝克特，主演還包括梅·卡拉美维、卡里姆·艾爾·哈基姆（Karim El Hakim）、F·莫瑞·亞伯拉罕和伊森·霍克。2019年11月，漫威確定由傑瑞米·史列特擔當首席編劇。2020年10月，穆罕默德·迪亞布確定執導其中數集。拍攝地點包括匈牙利布達佩斯和斯洛維尼亞。
〈金魚問題〉於2022年3月30日在Disney+首播。

## 劇情
史蒂芬·葛蘭特是英國倫敦國家美術館一家禮品店的店員，他時常突然產生出自己經歷另一種完全不同的生活的記憶。2025年的某天晚上，他發覺自己在中阿爾卑斯山脈附近一處完全陌生的城鎮郊外醒來。葛蘭特在城內目睹亞瑟·哈羅正在對民眾傳教。哈羅見到葛蘭特，將他誤認作他人，稱他是僱傭兵，要求他交出口袋中的聖甲蟲。葛蘭特耳旁響起一個神秘聲音，並且他的身體遭遇神秘力量，阻止他交出聖甲蟲。隨後，葛蘭特的意識出現斷片現象，身體短暫被另一個人格控制，擊敗試圖圍攻他的教徒。葛蘭特在家中醒來，發現已經睡了整整兩天，錯過了與新結識女子的約會。他回到家中，在牆壁夾縫內發現隱藏的電話和鑰匙卡。一名自稱蕾拉的神秘女子打來電話，稱葛蘭特為馬克。轉天之後，葛蘭特在工作的博物館內見到哈羅，哈羅稱自己是埃及神明阿米特的信徒，希望能藉助聖甲蟲的力量幫助阿米特重獲自由。當晚，葛蘭特在博物館內遭到一隻與阿努比斯相關的胡狼怪物襲擊。危急之際，他在鏡子中見到自己的另一個人格。葛蘭特暫時將身體交由對方控制，變身成為身著白色繃帶戰衣的騎士殺死怪物。

## 製作

### 開發
2019年8月，漫威影業在D23博覽會上正式宣佈將開發以「月光騎士」馬克·史貝克特為主角的電視劇，定於Disney+首播。2019年11月，漫威確定由傑瑞米·史列特擔當影集的首席編劇。2020年10月，穆罕默德·迪亞布確定執導其中四集，包括第一集。執行製片人包括傑瑞米·史列特、穆罕默德·迪亞布、凱文·費吉、路易斯·德·埃斯波西托、維多莉亞·阿隆索、布拉德·溫德博姆、葛蘭·柯蒂斯以及主演奧斯卡·伊薩克:2。本集標題為〈金魚問題〉（The Goldfish Problem），由穆罕默德·迪亞布執導，傑瑞米·史列特編劇。

### 選角

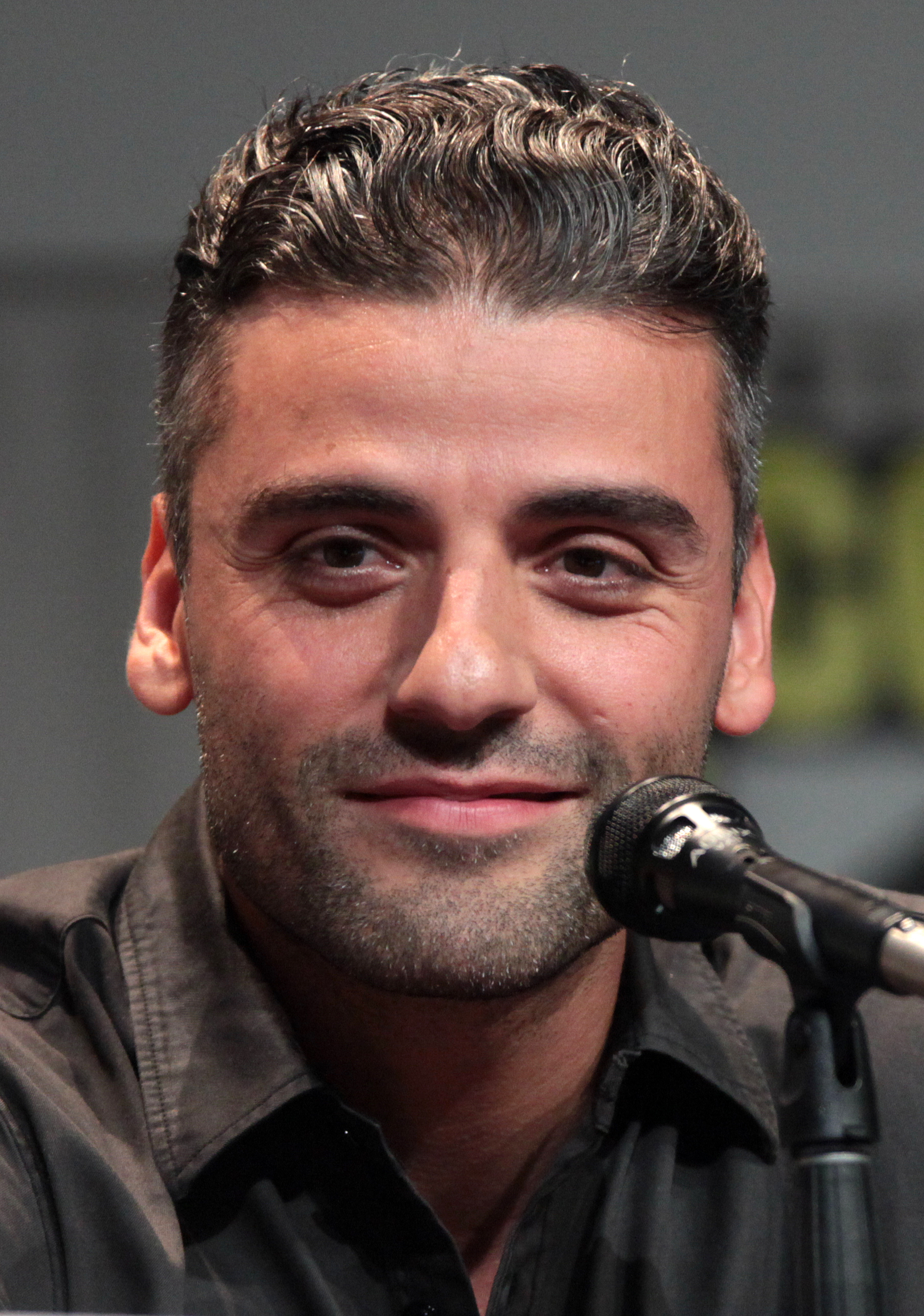
奧斯卡·伊薩克飾演男主角「月光騎士」馬克·史貝克特於本集中首次出現於漫威電影宇宙

奧斯卡·伊薩克領銜出演男主角「月光騎士」馬克·史貝克特和史蒂芬·葛蘭特。梅·卡拉美维飾演蕾拉·埃富里。卡里姆·艾爾·哈基姆（Karim El Hakim）擔當孔蘇的形態演員，F·莫瑞·亞伯拉罕為該角色配音。伊森·霍克飾演亞瑟·哈羅:42:24–42:45。此外，露西·薩克雷（Lucy Thackeray）和莎芙蓉·霍金（Saffron Hocking）分別飾演史蒂芬·葛蘭特的同事唐娜（Donna）和戴倫（Dylan）。肖恩·史考特飾演街頭藝術活雕像表演者卡勞利（Crawley）。亞歷山大·柯布（Alexander Cobb）飾演。

### 拍攝
主體拍攝於2021年4月在匈牙利布達佩斯開機:8。穆罕默德·迪亞布擔當導演，格雷戈里·米德爾頓擔當攝影指導:24–25。拍攝取景地點還包括斯洛維尼亞:10–11。2021年5月初，劇組移至聖安德烈繼續拍攝。

### 後期製作
塞德里克·奈恩-史密斯（Cedric Nairn-Smith）擔當剪輯師，西恩·安德魯·法登擔當視覺特效主管。後期特效製作公司包括、和:44:48–44:58。

### 音樂
巴布·狄倫的歌曲、英格伯·漢普汀克的歌曲和威猛樂隊的歌曲出現於本集之中。

## 市場營銷
在本集上線之前，漫威發布一張出現在攪拌機中的金魚宣傳海報。本集中隱藏的QR碼彩蛋可以連結至漫威漫畫官網相關頁面，免費在線閱讀月光騎士初登場的一期漫畫，《暗夜狼人》第32期。本集上線之後，2022年4月1日，漫威開始在「漫威必備」（Marvel Must Haves）一站式網路商店中出售與《月光騎士》相關的玩具、遊戲、書籍、服裝和家居裝飾等周邊產品。

## 發行
〈金魚問題〉於2022年3月30日在Disney+首播。

## 迴響

### 觀眾收視
稱本集首播之後的前五天，美國共有300萬家戶至少觀賞首播集了連續五分鐘，約有180萬家戶觀賞首播集。首播集收視家戶數低於《洛基》首播集〈光榮使命〉（首週末三天收視數為250萬家戶），與《獵鷹與酷寒戰士》首播集〈新世界秩序〉（首週末三天收視數為180萬家戶）持平。英國同時段共有27.7萬家戶觀賞首播集，德國同時段共有8.8萬家戶觀賞首播集，澳大利亞同時段共有1.1萬家戶觀賞首播集。

### 評價
〈金魚問題〉得到整體好評。根据評論匯總网站爛番茄汇总的24篇评论文章，92%的评论家给予该作正面评价，使之獲得「認證新鮮」標識，平均打分为8分（满分10分）。
由於本集中提及亞美尼亞種族滅絕，本集在IMDb和爛番茄上的觀眾評分遭遇評論轟炸，否認種族滅絕的抵制者認為影集涉嫌政治宣傳。

## 資料來源
1. ↑  Couch, Aaron. . The Hollywood Reporter. 2019-08-23  [2019-08-23]. （原始内容存档于2019-08-23） （美国英语）.
2. ↑  Kit, Borys; Goldberg, Lesley. . The Hollywood Reporter. 2019-11-08  [2022-03-13]. （原始内容存档于2019-11-08） （美国英语）.
3. ↑  Tapp, Tom. . Deadline Hollywood. 2022-01-17  [2022-01-17]. （原始内容存档于2022-01-18） （美国英语）.
4. ↑  Ritman, Alex. . The Hollywood Reporter. 2021-09-03  [2021-09-03]. （原始内容存档于2021-09-03） （美国英语）.
5. ↑  Andreeva, Nellie; Kroll, Justin. . Deadline Hollywood. 2020-10-27  [2020-10-27]. （原始内容存档于2020-10-27） （美国英语）.
6. 1 2  Vary, Adam B. . Variety. 2022-03-30  [2022-03-31]. （原始内容存档于2022-03-31） （美国英语）.
7. 1 2 3 4 5   (PDF). Disney Media and Entertainment Distribution. 2022-03-16  [2022-03-27]. （原始内容存档 (PDF)于2022-03-25） （美国英语）.
8. ↑  . Writers Guild of America West. 2022-02-23  [2022-02-23]. （原始内容存档于2022-02-23） （美国英语）.
9. 1 2  Slater, Jeremy. . . 第1季. 第1集. 2022-03-30. Disney+.片尾演職員表於41:12開始。
10. 1 2  Thomas, Leah Marilla. . Vulture. 2022-03-30  [2022-03-30]. （原始内容存档于2022-03-30） （美国英语）.
11. ↑  Gerber, Jamie. . /Film. 2022-03-30  [2022-03-30]. （原始内容存档于2022-03-30） （美国英语）.
12. ↑  Albers, Caitlin. . Looper. 2022-03-30  [2022-04-06]. （原始内容存档于2022-04-02） （美国英语）.
13. ↑  Schaefer, Sandy. . Comic Book Resources. 2021-01-07  [2021-01-07]. （原始内容存档于2021-01-07） （美国英语）.
14. ↑  Burlingame, Russ. . ComicBook.com. 2021-04-30  [2021-04-30]. （原始内容存档于2021-04-30） （美国英语）.
15. ↑  Collider Interviews. .  事件发生在 5:38. 2022-03-28  [2022-03-28]. （原始内容存档于2022-04-09） –YouTube （美国英语）.
16. ↑  Goretity, Dániel. . The Budapest Reporter. 2021-05-05  [2021-05-05]. （原始内容存档于2021-05-05） （美国英语）.
17. ↑  Frei, Vincent. . Art of VFX. 2022-03-11  [2022-04-01]. （原始内容存档于2022-04-01） （美国英语）.
18. ↑  Anderson, Jenna. . ComicBook.com. 2022-03-29  [2022-03-31]. （原始内容存档于2022-03-30） （美国英语）.
19. ↑  Dominguez, Noah. . Comic Book Resources. 2022-03-29  [2022-03-31]. （原始内容存档于2022-03-31） （美国英语）.
20. ↑  Oddo, Marco Vito. . Collider. 2022-03-31  [2022-04-05]. （原始内容存档于2022-04-04） （美国英语）.
21. ↑  Paige, Rachel. . Marvel.com. 2022-04-01  [2022-04-01]. （原始内容存档于2022-04-02） （美国英语）.
22. ↑  Vary, Adam B. . Variety. 2022-01-17  [2022-01-17]. （原始内容存档于2022-01-18） （美国英语）.
23. 1 2  D'Alessandro, Anthony. . Deadline Hollywood. 2022-04-04  [2022-04-04]. （原始内容存档于2022-04-04） （美国英语）.
24. ↑  . Rotten Tomatoes. Fandango Media.   [2022-05-29].
25. ↑  Perine, Aaron. . ComicBook.com. 2022-04-01  [2022-04-03]. （原始内容存档于2022-04-02） （美国英语）.
26. ↑  Liu, Narayan. . Comic Book Resources. 2022-04-02  [2022-04-03]. （原始内容存档于2022-04-03） （美国英语）.

## 外部連結
- 互联网电影数据库上金魚問題的资料（英文）
- 漫威官網提供的本集回顧 （页面存档备份，存于）